# Buseto Palizzolo
Buseto Palizzolo (sicilià Palazzolu) és un municipi italià, dins de la província de Trapani. L'any 2007 tenia 3.141 habitants. Limita amb els municipis de Calatafimi Segesta, Castellammare del Golfo, Custonaci, Erice, Trapani i Valderice.

## Administració
| Període | Identitat    | Partit        |
| ------- | ------------ | ------------- |
| 2008-   | Luca Gervasi | Llista cívica |